# جين إرسو
جين إرسو هي شخصية خيالية في سلسلة أفلام حرب النجوم،ظهرت لأول مرة في رواية كاتاليست قامت بدورهاالممثلة االبريطانية فيليسيتي جونز.